# Witwatia
Witwatia (de árabe egipcio Wit Wat que significa "grandes alas batientes") es un género extinto de murciélago que abarca a dos especies que vivieron en la región de El Fayún en Egipto a principios del Eoceno Superior hace unos 35 millones de años y a una especie que vivió en Túnez durante el Eoceno Inferior. Es conocido a partir de fósiles de la mandíbula y dientes. Tres especies han sido nombradas: la especie tipo W. schlosseri, W. eremicus yW. sigei. Witwatia se encuentra entre los mayores géneros de murciélagos fósiles que se conocen